# Ignacy Daszyński
Ignacy Ewaryst Daszyński (26 ottobre 1866 – 31 ottobre 1936) è stato un politico e giornalista polacco.

## Biografia
Fu fondatore de Comitato Nazionale Polacco e capo del governo provvisorio della Polonia restaurata, formato a Lublino, il 7 novembre 1918. Cofondatore del Partito Socialista Polacco, fu tra i sostenitori del colpo di Stato del maresciallo Józef Piłsudski anche se successivamente si oppose alla deriva autoritaria del suo governo. Dal 1928 al 1930 fu Maresciallo del Sejm.